# Variedad de Banach
En matemáticas, una variedad de Banach es una variedad modelada sobre espacios de Banach. Más concretamente, es un espacio topológico en el que cada punto tiene un entorno homeomorfo a un abierto de un espacio de Banach. Las variedades de Banach son una posibilidad de extender la noción de variedad a infinitas dimensiones.
Una generalización aún más amplia se consigue con las variedades de Fréchet, en las que se reemplazan los espacios de Banach por espacios de Fréchet. Por otro lado, una variedad de Hilbert es un caso especial de variedad de Banach en el que la variedad es modelada localmente sobre espacios de Hilbert.

## Definición formal
Sea X un conjunto. Un atlas de clase Cr, r ≥ 0, sobre X es una colección de pares (llamados cartas) (Ui, φi), i ∈ I, tales que
1. cada Ui es un subconjunto de X y la unión de Ui es igual a X;
2. cada φi es una biyección de Ui sobre un subconjunto abierto φi(Ui) de algún espacio de Banach Ei, y para todo i y j, φi(Ui ∩ Uj) es abierto en Ei;
3. la función de transición o cambio de cartas

{\displaystyle \varphi _{j}\circ \varphi _{i}^{-1}:\varphi _{i}(U_{i}\cap U_{j})\to \varphi _{j}(U_{i}\cap U_{j})}
es una función r-veces continuamente diferenciable para todo i y j en I,  i.e. la rth derivada de Fréchet
{\displaystyle \mathrm {d} ^{r}{\big (}\varphi _{j}\circ \varphi _{i}^{-1}{\big )}:\varphi _{i}(U_{i}\cap U_{j})\to \mathrm {Lin} {\big (}E_{i}^{r};E_{j}{\big )}}
existe y es una función continua.
Uno puede demostrar que existe una única topología sobre X tal que cada Ui es abierto y cada φi es un homeomorfismo. Con frecuencia , se supone que este espacio topológico es Hausdorff, pero esto no es necesario desde el punto de vista de la definición formal.
Si todos los espacios de Banach Ei son iguales al mismo espacio E, llamaremos al atlas un E-atlas. sin embargo, no es a priori necesario que los espacios  de Banach Ei sean el mismo espacio, ni siquiera que sean espacios vectoriales topológicos isomorfos.
Si dos cartas (Ui, φi) y (Uj, φj) verifican que Ui and Uj tienen una intersección no vacía, entonces examinando la derivada de la función de transición 
{\displaystyle \varphi _{j}\circ \varphi _{i}^{-1}:\varphi _{i}(U_{i}\cap U_{j})\to \varphi _{j}(U_{i}\cap U_{j})}
se demuestra que Ei y Ej deben ser isomorfos como espacios vectoriales topológicos.

## Ejemplos
- Si (X, || ||) es un espacio de Banach, entonces X es una variedad de Banach con un atlas formado por una sola carta globalmente definida (la aplicación identidad).
- De forma similar, si U es un subconjunto abierto de algún espacio de Banach, entonces U es una variedad de Banach.
- Un importante caso particular es el formado por las variedades de Banach modeladas sobre espacios de Hilbert, llamadas variedades de Hilbert. En el caso de que estén modeladas sobre un espacio de Hilbert separable, una variedad de Hilbert de dimensión infinita siempre podrá ser embebida como un abierto de un espacio de Hilbert, y por lo tanto solo necesitaremos de una carta para describirla.

## Peculiaridades de las variedades de Banach de dimensión infinita
En el caso de dimensión infinita, una variedad de Banach no es localmente compacta. 
Además, una variedad de Banach no siempre admite particiones diferenciables de la unidad.
De hecho, el propio espacio de Banach sobre el que están modeladas puede no admitir dicho tipo de particiones de la unidad.